# Jevhen Makarenko
Jevhen Oleksandrovitsj Makarenko (Oekraïens: Євген Олександрович Макаренко) (Kiev, 21 mei 1991) is een Oekraïens voetballer. Hij is een verdedigende middenvelder en speelde in België voor KV Kortrijk en RSC Anderlecht. Sinds 2021 speelt hij voor het Hongaarse MOL Fehérvár. Sinds 2014 is hij ook Oekraïens international.

## Carrière
Jevhen Makarenko werd in Kiev geboren en startte zijn carrière bij Dynamo Kiev. Aanvankelijk kwam hij vooral voor het tweede elftal uit en in 2012 werd hij voor een seizoen uitgeleend aan Hoverla Oezjhorod. In 2017 tekende hij een contract voor twee seizoenen bij KV Kortrijk. In april 2018 raakte bekend dat hij na het seizoen 2017/18 de overstap maakt naar RSC Anderlecht. Bij de Brusselse club tekende hij een contract voor vier seizoenen. In augustus 2021 vertrok hij naar het Hongaarse MOL Fehérvár.

## Statistieken
| Seizoen                           | Club                | Land      | Competitie         | Competitie | Competitie | Beker | Beker | Internationaal | Internationaal | Totaal | Totaal |
| Seizoen                           | Club                | Land      | Competitie         | Wed.       | Dlp.       | Wed.  | Dlp.  | Wed.           | Dlp.           | Wed.   | Dlp.   |
| --------------------------------- | ------------------- | --------- | ------------------ | ---------- | ---------- | ----- | ----- | -------------- | -------------- | ------ | ------ |
| 2010/11                           | Dynamo Kiev         | Oekraïne  | Premjer Liha       | 0          | 0          | 0     | 0     | 0              | 0              | 0      | 0      |
| 2010/11                           | → Dynamo Kiev II    | Oekraïne  | Persja Liha        | 33         | 2          | 0     | 0     | —              | —              | 33     | 2      |
| 2011/12                           | → Dynamo Kiev II    | Oekraïne  | Persja Liha        | 32         | 2          | 0     | 0     | —              | —              | 32     | 2      |
| 2012/13                           | → Hoverla Oezjhorod | Oekraïne  | Premjer Liha       | 25         | 1          | 2     | 0     | —              | —              | 27     | 1      |
| 2013/14                           | Dynamo Kiev         | Oekraïne  | Premjer Liha       | 19         | 1          | 5     | 0     | 6              | 0              | 30     | 1      |
| 2014/15                           | Dynamo Kiev         | Oekraïne  | Premjer Liha       | 7          | 0          | 2     | 0     | 1              | 0              | 10     | 0      |
| 2015/16                           | Dynamo Kiev         | Oekraïne  | Premjer Liha       | 3          | 0          | 3     | 0     | 1              | 0              | 7      | 0      |
| 2016/17                           | Dynamo Kiev         | Oekraïne  | Premjer Liha       | 10         | 1          | 0     | 0     | 3              | 0              | 13     | 1      |
| 2017/18                           | KV Kortrijk         | België    | Jupiler Pro League | 29         | 0          | 4     | 0     | —              | —              | 33     | 0      |
| 2018/19                           | RSC Anderlecht      | België    | Jupiler Pro League | 15         | 0          | 1     | 0     | 4              | 0              | 20     | 0      |
| 2019/20                           | RSC Anderlecht      | België    | Jupiler Pro League | 0          | 0          | 0     | 0     | —              | —              | 0      | 0      |
| 2019/20                           | → KV Kortrijk       | België    | Jupiler Pro League | 4          | 0          | 1     | 0     | —              | —              | 5      | 0      |
| 2020/21                           | → KV Kortrijk       | België    | Jupiler Pro League | 28         | 3          | 2     | 0     | —              | —              | 33     | 0      |
| 2021/22                           | RSC Anderlecht      | België    | Jupiler Pro League | 0          | 0          | 0     | 0     | —              | —              | 0      | 0      |
| 2021/22                           | MOL Fehérvár        | Hongarije | NB I               | 4          | 0          | 2     | 0     | 0              | 0              | 6      | 0      |
| Totaal                            | Totaal              | Totaal    | Totaal             | 113        | 10         | 22    | 0     | 15             | 0              | 216    | 7      |
| Bijgewerkt t/m 11 september 2021. |                     |           |                    |            |            |       |       |                |                |        |        |